# Governo di maggioranza
Un governo di maggioranza, in un sistema parlamentare, è un governo formato da uno o più partiti che, insieme, riescono a raggiungere una maggioranza parlamentare assoluta senza sostegni di diverso tipo. Questo tipo di governo è definito ulteriormente con l’aggettivo monocolore qualora, per raggiungere tale scopo, è necessario un solo partito politico. Esistono però anche governi monocolore che non raggiungono la maggioranza assoluta e, per questo, sono definiti governi monocolore di minoranza.
Tali circostanze possono verificarsi allorché un unico partito, o un insieme di partiti, in seguito a delle elezioni, risulti avere un numero di seggi tali in Parlamento tale che sia in grado da solo di accordare la fiducia al governo e di sostenerne l'azione politica, senza cioè un ulteriore sostegno di altri partiti (in caso di più partiti, si intende esterni alla coalizione di governo), poiché il suo peso politico è equivalente o superiore alla maggioranza assoluta. Ciò fa sì che non sia necessario (e che non possa logicamente attuarsi in ogni caso) la formazione di un governo di minoranza, tipologia di governo opposta a quello di maggioranza.